# Amy Holden Jones
Amy Holden Jones est une scénariste, productrice et réalisatrice américaine.
Née en 1955, elle a grandi en Floride et vécu à Buffalo. Elle a étudié l'histoire de l'art au Wellesley College et des cours de la photographie à l'Institut de technologie du Massachusetts.
Elle est mariée au directeur de la photographie Michael Chapman.

## Filmographie
- 1982 : Fête sanglante (The Slumber Party Massacre)
- 1984 : Love Letters
- 1988 : Mystic Pizza
- 1987 : L'apprentie domestique (Maid to Order)
- 1991 : Saturday's (téléfilm)
- 1992 : Beethoven
- 1992 : Indecency (téléfilm)
- 1993 : Proposition indécente (Indecent Proposal)
- 1993 : Beethoven 2
- 1994 : Guet-apens (The Getaway)
- 1996 : Sombres Soupçons (The Rich Man's Wife)
- 1997 : Relic (The Relic)
- 2000 : Beethoven 3
- 2001 : Beethoven 4
- 2003 : Beethoven et le Trésor perdu (Beethoven's 5th)
- 2007 : Indecent Proposal (court-métrage)
- 2010 : H.M.S.: White Coat (téléfilm)
- 2011 : Beethoven sauve Noël (Beethoven's Christmas Adventure)
- 2014 : Black Box
- 2014 : Beethoven et le Trésor des pirates (Beethoven's Treasure Tail)
- 2018 - 2023 : The Resident